# Islas Egadas
Las islas Egadas o islas Ágatas (en italiano: Isole Egadi; en siciliano, Ìsuli Ègadi; en latín: Aegates Insulae y en griego antiguo: Aἰγάται Νῆσοι, lit. 'islas de las cabras') es un archipiélago de Italia de pequeñas islas montañosas localizado frente a la costa occidental de la isla de Sicilia, en el límite entre las aguas del mar Mediterráneo y el mar Tirreno.

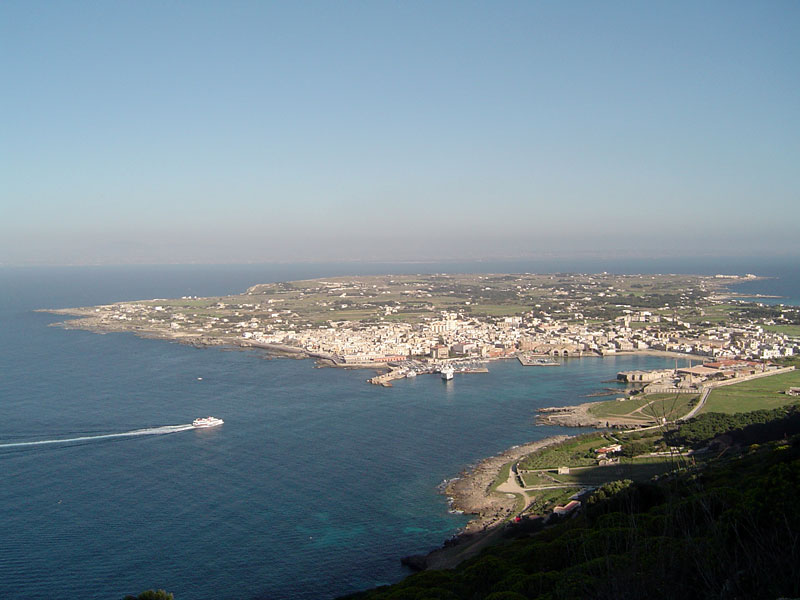
Vista de Favignana.

Administrativamente, forman parte del municipio de Favignana, en la provincia de Trapani. El archipiélago está compuesto por las siguientes islas: isla Favignana (Aegusa), isla Marettimo (Iera Nesos) e isla Levanzo (Phorbantia), además de otras islas menores e islotes. Comprende una superficie de 37,45 km².

## Historia

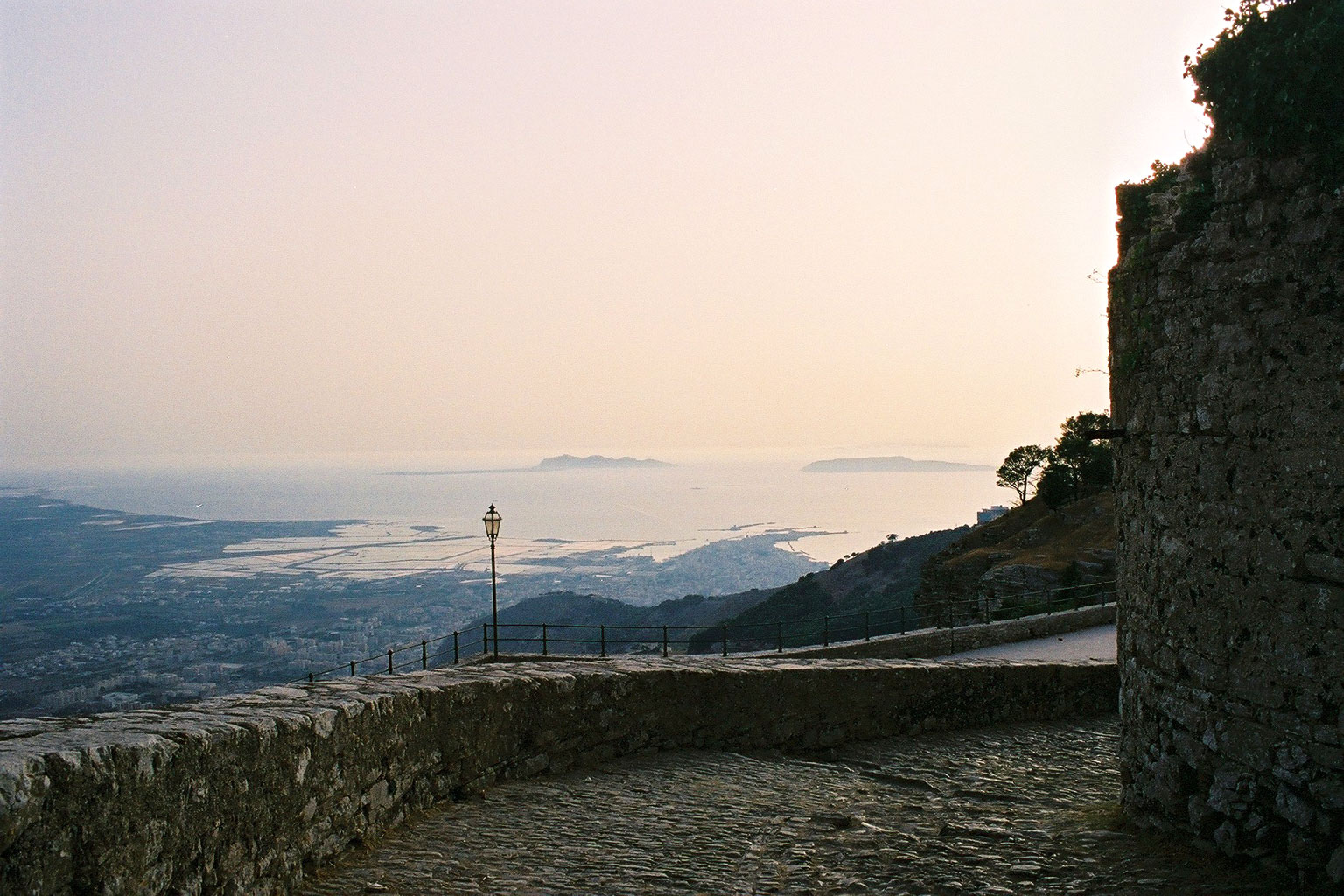
Vista desde el monte Erice de las islas de Favignana y Marettimo.

En este archipiélago tuvo lugar la histórica batalla de las Islas Egadas, donde Cayo Lutacio Cátulo derrotó a los cartagineses en 241 a. C., poniendo fin con ello a la primera guerra púnica.